# Lee Adama
Pour les articles homonymes, voir Adama.
Lee Adama est un personnage fictif de la série télévisée Battlestar Galactica, interprété par l'acteur Jamie Bamber.

## Biographie du personnage
La biographie des personnages de Battlestar Galactica est présentée de façon très succincte au début de la série, puis s'enrichit de détails fournis au cours des épisodes. Ces détails servent la thématique de l'épisode dans lequel ils apparaissent, et toute tentative pour reconstituer a posteriori une chronologie calquée sur la biographie d'un personnage ayant existé trahit forcément l'esprit de la série en ne rendant pas compte de la dynamique du personnage.

### Famille
Originaire de Caprica, Lee (Leeland) « Apollo » (Joseph) Adama est le fils de William et Caroline Adama et le petit-fils de Joseph et Evelyn Adama. Plusieurs épisodes soulignent qu'il entretient une relation conflictuelle avec son père, auquel il reproche notamment la mort de son frère Zak, qui s'est écrasé aux commandes d'un Viper. Il se réconcilie avec lui pour se brouiller de nouveau lorsqu'il prend position en faveur de la présidente Laura Roslin que son père veut obliger à démissionner. Dans une interview Jamie Bamber décrit ainsi cette relation : « Ce personnage difficile [..] que d'une certaine façon il envie, qu'il respecte, admire, vénère, et avec lequel il a en même temps des problèmes considérables - un homme dont il se sent éloigné, qu'il ne comprend pas tout à fait, complètement étranger à l'éducation qu'il a reçue et à son existence ». Ses parents sont séparés. La saison 3 (épisode 15), révèle les conflits au sein de la famille, et suggère qu'une partie des problèmes de Lee proviennent du traumatisme vécu par les enfants entre une mère dépressive et un père absent.

### Vie sentimentale
Au début de l'histoire, il est présenté comme le meilleur ami de Kara Thrace, qui était la fiancée de son frère, Zak, avant la mort de celui-ci. Des photos dans le casier de Thrace les montrent tous les trois au temps où ils étaient heureux. Au cours des épisodes cette relation paraît de plus en plus complexe, sans qu'on sache très bien ce qui pèse sur elle, du souvenir de Zak, de la relation hiérarchique qui les oblige à garder une certaine distance malgré leur attirance réciproque, ou du caractère autodestructeur de Thrace. 
Après l'arrivée sur New Caprica, on le voit vivre difficilement le mariage de Thrace et compenser ses problèmes en devenant boulimique. Lee se tourne vers Anastasia Dualla, qui devient son épouse, mais continue sporadiquement une relation amoureuse avec Thrace. Il a du mal à surmonter la mort présumée de cette dernière, au point d'être suspendu dans ses fonctions militaires par l'amiral Adama.

### Carrière
Il devient pilote de Viper dans la flotte coloniale comme son père. C'est un pilote émérite, apprécié de ses hommes. 
Lors de l'attaque des douze Colonies de Kobol par les cylons, il est chargé d'escorter le vaisseau gouvernemental de la délégation qui assiste à la cérémonie de désarmement du Galactica. Il parvient à sauver ce vaisseau de la destruction par les cylons, et devient commandant de l'escadron de Vipers du Galactica. 
Il gagne la confiance de la présidente Laura Roslin et devient son conseiller chargé de l'éclairer sur le fonctionnement de la flotte militaire. Il refuse d'exécuter les ordres de son père qui veut contraindre la présidente Roslin à se démettre de ses fonctions par la force, ce qui le conduit en cellule. Mais il s'échappe et aide la présidente et son état-major à s'évader, puis participe à la mutinerie fomentée par Roslin. Après la réunification de la Flotte et la réconciliation d'Adama et de Roslin, il se réconcilie avec son père.
Lorsque le Pegasus rejoint la flotte, Apollo est muté sur ce vaisseau par l'amiral Helena Cain. Il frôle la mort lors de l'attaque humaine contre le vaisseau de résurrection cylon, réintègre un temps l'équipage du Galactica à la mort de Cain avant d'être promu major, puis commandant en chef du Pegasus.
À la mort de Thrace, Lee Adama quitte la vie militaire pour travailler avec l'avocat de Gaïus Baltar, Romo Lampkin. L'influence de son grand-père, l'avocat Joseph Adama, est de nouveau évoqué. Il sera plus tard présenté comme le meilleur candidat a la présidence par Romo Lampkin lors de la disparition de la présidente, et sera donc nommé président des douze colonie de kobol. À la suite du retour de la présidente, il gardera ce poste et la présidente prendra le titre de présidente honorifique des douze colonies, et possédant un pouvoir de conseil. C'est Lee qui proposera de reprendre tout à zéro lorsque les survivants seront arrivés sur la nouvelle Terre.

## Profil du personnage
Selon Jamie Bamber, Lee Adama est un « personnage complet » à la manière de l'idéal de la Renaissance, un « homme d'action, qui est aussi un homme du verbe et un homme de pensée ».
Dans la série de 1978, le nom du personnage était capitaine Apollo, nom qui évoquait un héros positif tout en rappelant les différentes missions Apollo (notamment  Apollo 11). Dans cette nouvelle série où la mythologie antique a une plus grande importance, Apollo (Apollon) n'est plus le nom, mais le surnom du personnage. Ce surnom est utilisé lors des missions de vol, mais également par la présidente Roslin dont l'opinion est qu'il colle bien au personnage. Cette modification correspond à l'ambition de cette nouvelle mouture de la série, sur laquelle insiste Ron Moore, qui est de présenter des personnages réalistes, complexes, et non des stéréotypes.
Les fans de la série semblent en général ne garder de la référence à Apollon qu'une allusion à sa beauté légendaire. Ils font l'éloge de la plastique impeccable de Jamie Bamber qu'ils peuvent étudier tout à loisir dans les nombreuses scènes de douches ou de vestiaire dont les extraits circulent sur la toile. Si cette dimension était bien prévue au départ, en montrant que le surnom de Lee reflète l'opinion de ses pairs les auteurs témoignent d'une conception plus ambitieuse du personnage. Le casting de Bamber, selon lui, ne s'est pas fait sur des critères athlétiques mais sur la capacité de l'acteur à incarner un personnage plus cérébral. Le révolutionnaire de la série, Tom Zarek, s'interroge sur la parenté entre Lee et le dieu Apollon, soulignant la complexité du personnage ; mais le surnom connote aussi son côté solaire, clin d'œil au côté lumineux de la force animant les héros positifs de Star Wars comme Luke Skywalker ; cette caractéristique le distingue de son père dont la part d'ombre est systématiquement soulignée par la mise en scène. Le couple Apollon-soleil permet en anglais un jeu de mots intraduisible sur les homophones sun et son, dont la troisième saison tire parti avec l'épisode dix-huit, The Son Also Rises (en français L'Affrontement), qui détourne le titre du roman d'Ernest Hemingway, The Sun Also Rises. Un amateur de la série remarque que dans cet épisode, Lee cherche littéralement à sortir de l'ombre de son père . Cette relation père-fils est de toute façon fortement connotée par le choix des noms, Adama, Adam, évoquant une figure de père universel, Apollon étant l'éternellement juvénile fils de Zeus.
Mais l'intertextualité des deux noms insiste également sur le fossé qui sépare deux univers mentaux, le monde vétérotestamentaire et patriarcal d'où est tiré le patronyme du père (et du "méchant", en l'occurrence Helena Cain) s'opposant au monde grec auquel est emprunté le surnom du fils (ou ceux d'Agathon, Athena et Hera, voire la dionysiaque Thrace). Alors que la présidente Roslin  pratique la Realpolitik,, pour l'amiral Adama, qui applique la loi du talion envers les cylons, la fin justifie souvent les moyens (voir la destruction de l'Olympic carrier dans l'épisode 33 minutes), avec cependant des limites qu'il ne franchit pas, comme le refus d'une chasse aux sorcières. Lee, en revanche, est présenté dans plusieurs épisodes comme quelqu'un qui se détermine en fonction de choix éthiques,. Il  avoue avoir lu des ouvrages interdits pour se faire une opinion personnelle avant de démontrer qu'il est capable de comprendre des points de vue opposés et d'essayer de trouver des compromis qui respectent les valeurs des deux partis. Comme l'amiral et la présidente, Lee représente la composante humaniste de la société américaine ; mais n'étant pas au pouvoir, il est placé dans une position subalterne où il peut incarner des vertus civiques chères à la tradition américaine, notamment la désobéissance civile.